# ГЕС Червоне море – Данакіль
ГЕС Червоне море — Данакіль — проєктна гідроелектростанція у Еритреї. Одна з небагатьох у світі, яка могла б використовувати деривацію необмежених запасів морської води в басейни випаровування, що лежать нижче рівня світового океану.
Розвиток Рифту Червоного моря призвів до появи на території Еритреї депресії Данакіль (Афарська улоговина), яка знаходиться нижче рівня розташованого поблизу Червоного моря. Подача в такий район морської води здатна забезпечити виробітку електроенергії на ГЕС, потужність якої обмежується лише можливим обсягом звільнення нижнього б'єфу шляхом випаровування (інтенсивність останнього в умовах суворого спекотного клімату Данакільського регіону буде доволі великою).
Уздовж майже всього узбережжя Еритреї тягнуться окраїнні гірські хребти Ефіопського нагір'я, між якими на південь від Мерса-Фатма існує невеликий розрив, що веде до Афарської улоговини. За проєктом, розробленим італійською компанією Studio Pietrangeli, тут від узбережжя Червоного моря потрібно прокласти канал завдовжки 30 кілометрів, який при ширині 15,5 метра та глибині 9 метрів забезпечуватиме можливість для здійснення судноплавства. Він перетинатиме водорозділ та виходитиме у ваді Саріга, котра належить до внутрішнього безстічного басейну депресії Данакіль. Тут заплановане сховище, створене за допомогою кам'яно-накидної греблі заввишки 18 метрів та завдовжки 1,5 км.
Від Саріги по висотах східної сторони улоговини прямуватиме другий судноплавний канал завдовжки 23 км з тією ж глибиною та завширшки від 30 до 60 метрів. Він завершуватиметься у ваді Менда (Mendah), котра так само прямує до улоговини. Тут має розташовуватись друге водосховище, створене бетонною греблею заввишки 22 метри та завдовжки 300 метрів.
Зі сховища Менда через напірну шахту заввишки 90 метрів з діаметром 7 метрів живитиметься підвідний тунель завдовжки 3 км, що виводитиме до підземного машинного залу. В останньому мають розміститись дві турбіни типу Френсіс потужністю по 250 МВт, які при напорі у 90 метрів вироблятимуть 2 млрд кВт-год електроенергії на рік.
Відпрацьована вода потраплятиме у відвідний тунель завдовжки 6 км з діаметром 10 метрів, по завершенні якого через улоговину прямуватиме канал завдовжки 11 км.
Для видачі продукції буде необхідно прокласти ЛЕП завдовжки 480 км, розраховану на роботу під напругою 132 кВ.
Можливо відзначити, що наразі в світі існує лише три проєкти подібних ГЕС, два з яких пов'язані з Мертвим морем (йорданська ГЕС Червоне море – Мертве море та ізраїльська ГЕС Середземне море – Мертве море), а всі три — із зоною розломів, що певний час тому почала щепити східну частину Африки та призвела до відділення Аравійського півострова. Наразі найбільші шанси на втілення має йорданський проєкт, тоді як одна з найбідніших країн світу Еритрея поки не змогла забезпечити фінансування свого витратного проєкту.